# Incus

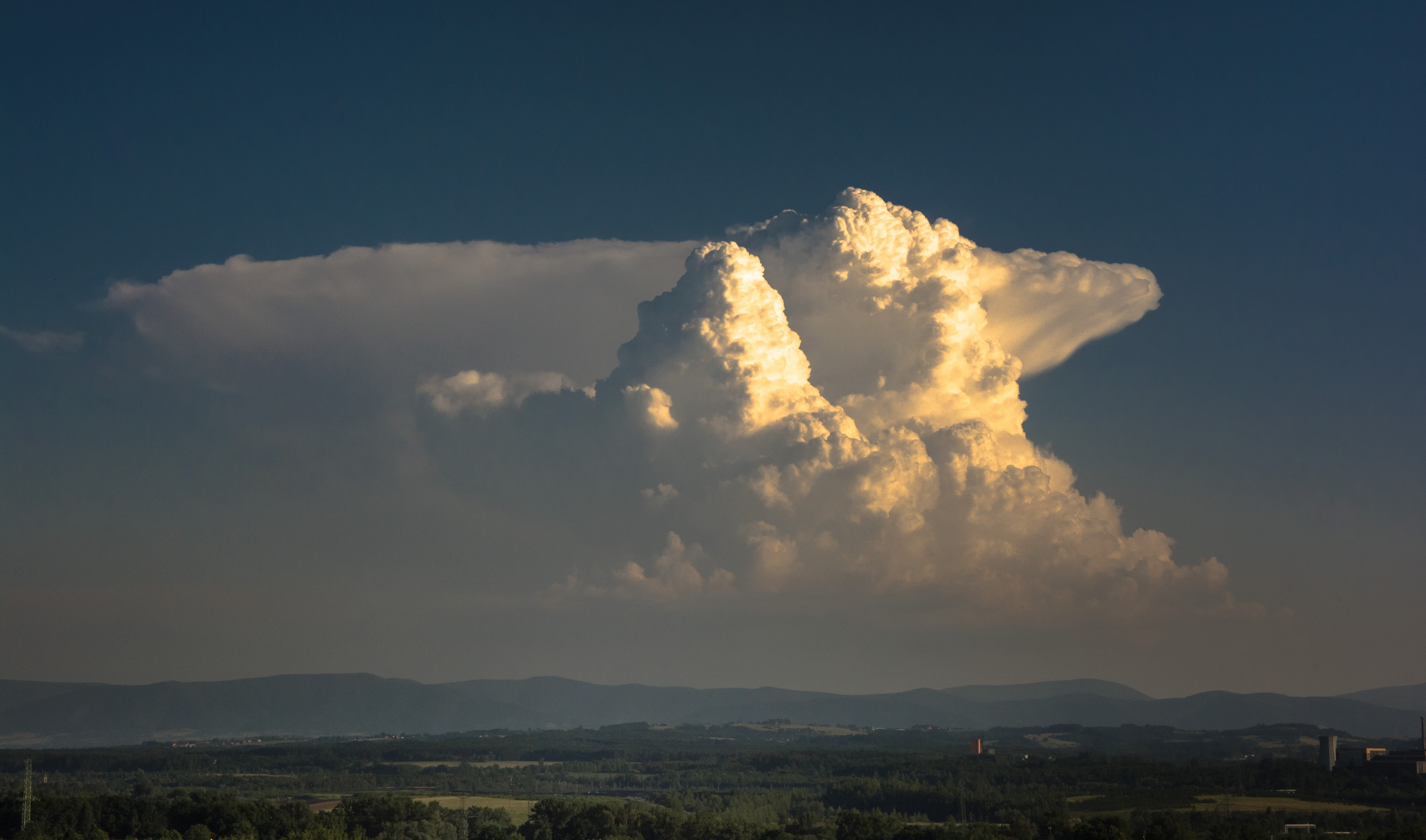
Cumulonimbus incus nad Karvinou

Incus (česky kovadlinový, zkratka inc) je jedna z oblačných zvláštností. Může se vyskytovat u oblaku cumulonimbus.

## Vzhled
Cumulonimbus incus je veliký, vysoký oblak, jehož horní část se rozšiřuje do tvaru trychtýře či kovadliny. Většinou je také patrná vláknitá struktura (tvar capillatus).

## Vznik
Zvláštnost incus vzniká, když termické vstoupavé proudy narazí na tropopauzu, která proudům znemožní další vstoupání, a stočí je do boku. V závislosti na zeměpisné poloze a ročním období k tomu dochází ve výšce 7 až 17 kilometrů.